# 653.º Regimiento Antiaéreo (motorizado)
El 653.º Regimiento Antiaéreo (motorizado) (Flak-Regiment. 653 (mot.)) fue una unidad de la Luftwaffe durante la Segunda Guerra Mundial.

## Historia
Fue formado en junio de 1942 en München-Freimann, a partir del 3.º Regimiento de Entrenamiento Antiaéreo. En junio de 1944 es reasignado al 2.º Regimiento Antiaéreo de Asalto.

## Comandantes
- Coronel Karl Lasar – (junio de 1942 – enero de 1943)
- Teniente coronel Josef Moser – (1 de febrero de 1943 – 20 de abril de 1944)

## Servicios
- junio de 1942 – mayo de 1943: con 670.º Regimiento Mixto Antiaéreo, 671.º Regimiento Mixto Antiaéreo, 672.º Regimiento Mixto Antiaéreo, 673.º Regimiento Mixto Antiaéreo, 674.º Regimiento Mixto Antiaéreo y Sw.675.
- mayo de 1943: en Narbonne, bajo la 11.º División Antiaérea, con 356.º Regimiento Antiaéreo, 391.º Regimiento Antiaéreo y 983.º Regimiento Antiaéreo.
- 1 de noviembre de 1943: en Saintes(?) bajo la 18.º Brigada Antiaérea, con 983.º Regimiento Ligero Antiaéreo (v), 901.º Regimiento Mixto Antiaéreo (v), 391.º Regimiento Mixto Antiaéreo (v), 356.º Regimiento Mixto Antiaéreo (v) y Lsp. 2./102 (v).
- 1 de enero de 1944: en Saintes bajo la 11.º División Antiaérea (12.º Brigada Antiaérea), con 356.º Regimiento Mixto Antiaéreo (v), 391.º Regimiento Mixto Antiaéreo (v), 901.º Regimiento Mixto Antiaéreo (v) y 983.º Regimiento Ligero Antiaéreo (v).
- 1 de febrero de 1944: en Saintes bajo la 11.º División Antiaérea (12.º Brigada Antiaérea), con 356.º Regimiento Mixto Antiaéreo (v), 391.º Regimiento Mixto Antiaéreo (v), 901.º Regimiento Mixto Antiaéreo (v) y 983.º Regimiento Ligero Antiaéreo (v).
- 1 de marzo de 1944: en Saintes bajo la 12.º Brigada Antiaérea, con 391.º Regimiento Mixto Antiaéreo (v).
- 1 de abril de 1944: en Saintes bajo la 12.º Brigada Antiaérea, sin unidades adheridas.
- 1 de mayo de 1944: en el área de París bajo la 1.º Brigada Antiaérea, sin unidades adheridas.
- 1 de junio de 1944: en Normandía bajo el III Cuerpo Antiaéreo, sin unidades adheridas.